# ダゴン郡区
ダゴン郡区 （ビルマ語: ဒဂုံ မြို့နယ်、英語: Dagon Township）はミャンマー ヤンゴン市 ヤンゴン西部県にある郡区。郡区は5の小区（Ward）によって構成される。郡区の北はバハン郡区、西はアロン郡区、東はミンガラ・タウンニュン区、南はラタ郡区とパベダン郡区に接する。
ダゴンにはシェエダゴン・パヤー、マハウィザラ・パヤー、ミャンマー国立博物館、ヤンゴン国立劇場、ヤンゴン管区議会などが立地し、ヤンゴン市の中心地域となっている。そのためこの郡区にはホテルや各国大使館、大使公邸が数多く立地している。 また郡区内にはダゴン第1基礎教育高等学校（BEHS）とダゴン第2基礎教育高等学校があり、ミャンマーの公立高校のトップ校と知られている。
2011年2月6日、ショッピングセンターとマンションの複合施設トーウィンセンターがこの郡区で開業。この複合施設は2004年に25階建ての計画で着工したが、金融危機で工事が一時中断。2008年3月に工事を再開して完成。2012年3月1日にはミャンマーで初となる3D映画場をトーウィンセンター内にオープンした。
さらに郡区内に仏僧シタグ・サヤドー（Sitagu Sayadaw）がシタグ国際仏教アカデミー・ヤンゴンキャンパスを2011年6月に開学している。

## 歴史
ダゴンは6世紀頃モン人によってシェエダゴン・パヤー周辺に作られた小さな漁村であった。この漁村は川を挟んで対岸にある商業都市タンリン（シリアム）の周辺集落のひとつであったが、シュエダゴン・パヤーがあったことで集落の大きさ以上に文化的な重要性の高い集落であったと見られる。
1755年アラウンパヤ王がダゴンを掌握し、「争いの終結」を意味するヤンゴンと改名して、ヤンゴン開発を行い。アロン、パペダン、チャウタダ、ボタタウンの集落を編入していった。
イギリス統治時代はダゴンは中心市街地に近く、非常に栄えた地域であった。ダゴンには国内英語学校でトップ校となったメソジスト英語学校（現ダゴン第1高等学校）や、ビルマの言語学校であるミョマ高等学校（現ダゴン第2高等学校）などの教育機関が建設された。
1950年代、ビルマ政府は郡区南部の住宅を取り払い、ミンマンナイン住宅建設計画を実施。高級官僚向けの住宅地を建設した。さらに1980年代にネ・ウィン将軍の指示により、マハウィザラ・パヤーの建設が行われた。

## 主な建築物
ヤンゴン市開発委員会が保全しているダゴン郡区の建築学的重要な建物、建築物は以下の通り。
| 建築物                            | 種類     | 所在地                                           | 記                   |
| --------------------------------- | -------- | ------------------------------------------------ | -------------------- |
| ダゴン第1基礎教育高等学校（BEHS） | 学校     | アラウンパヤ通り 57                              | 旧メソジスト英語学校 |
| ダゴン第2基礎教育高等学校         | 学校     | ミョマタウン通り 353                             | 旧ミョマ高等学校     |
| 公衆衛生局ラボラトリー            | 医療機関 | モーグンダイ通り 35                              |                      |
| 大使館複合住宅                    | 住宅     | ピーダウンズ・イェイター通り 82 (ピー通り角)     |                      |
| エインダウヤ・パヤー              | パゴダ   | ミョマカウン通り                                 |                      |
| インド・ハウス                    | 事務所   | ディプロマット通り 35                            |                      |
| キャーグ僧院（Kyargu Monastery）  | 僧院     | シェエダゴン・パヤー通り 49                      |                      |
| マハウィザラ・パヤー              | パゴダ   | シェエダゴン・パヤー通り                         |                      |
| メソジスト英語教会                | 教会     | アラウンパヤ通り 65                              |                      |
| 外務省                            | 事務所   | ディプロマット通り 37                            |                      |
| 国立公文書局                      | 事務所   | ピーダウンズ・イェイター通り 114                 |                      |
| 聖ガブリエル教会                  | 教会     | シェエダゴン・パヤー通り 64                      |                      |
| 聖ジョンカトリック教会            | 教会     | モーグンダイ通り 25 (シェエダゴン・パヤー通り角) |                      |
| セイン・タウンチー・パヤー        | パゴダ   | シェエダゴン・パヤー通り                         |                      |
| シェエダゴン・パヤー              | パゴダ   | シェエダゴン・パヤー通り                         |                      |
| ヤハンダ布薩堂                    | 寺院     | シェエダゴン・パヤー通り                         |                      |
| ザファール・シャー聖廟            |          | ジワカ通り 6                                     |                      |